# Abronia fimbriata
Abronia fimbriata är en ödleart som beskrevs av  Cope 1884. Abronia fimbriata ingår i släktet Abronia och familjen kopparödlor. Inga underarter finns listade i Catalogue of Life.
Denna ödla har två populationer i centrala Guatemala. Regionerna är bergstrakter mellan 1400 och 2100 meter över havet. De är täckta av molnskogar.
Trädet finnmyrten som är vanlig i regionen fälls och säljs till utlandet. Sedan planteras barrträd. Alla revir tillsammans fördelar sig över en 1500 km² stor yta. IUCN kategoriserar arten som starkt hotad (EN).